# Any Colour You Like
«Any Colour You Like» (с англ. — «Любой цвет, какой захочешь») — инструментальная композиция британской рок-группы Pink Floyd с альбома 1973 года The Dark Side of the Moon. Представлена в оригинальном издании на второй стороне винилового диска (LP) восьмым по счёту треком. Авторы музыки — Дэвид Гилмор, Ричард Райт и Ник Мейсон.
7 мая 1973 года «Any Colour You Like» была издана на второй стороне сингла «Money» в странах Европы (Бельгия, Дания, Франция, Германия, Греция, Италия, Нидерланды, Норвегия, Португалия, Испания), в странах Северной и Южной Америки (США, Канада, Мексика), а также в Австралии и Новой Зеландии.
Концертный вариант песни «Any Colour You Like» был записан на альбоме Pink Floyd P.U.L.S.E. (1995) и в концертной видеоверсии P.U.L.S.E. (1995).

## О композиции

Вторая сторона диска сингла «Money» с записью композиции «Any Colour You Like»

«Any Colour You Like» является единственной композицией в творчестве Pink Floyd, созданной совместно тремя участниками группы без Роджера Уотерса. Это был последний трек, записанный британским коллективом без авторского участия Роджера Уотерса вплоть до его ухода из Pink Floyd в 1984 году, и последний трек, соавтором которого был Ник Мейсон вплоть до издания альбома The Endless River. Энди Маббетт, редактор журнала The Amazing Pudding и автор ряда книг о Pink Floyd, назвал «Any Colour You Like» «инструментальной композицией, состоящей из синтезатора и гитары». Согласно его утверждению, её название позаимствовано из рекламы первого в мире автомобиля массового производства компании «Ford» модели «Т», в которой предлагался на выбор автомобиль «любого цвета, если этот цвет — черный».
В концепции альбома The Dark Side of the Moon, по словам Роджера Уотерса, «Any Colour You Like» выражает отсутствие выбора, предложение выбора там, где его нет.
По словам Ника Мейсона, «Any Colour You Like» в динамике альбома The Dark Side of the Moon создаёт паузу перед песней «Brain Damage» — «даёт некоторую передышку в плотном звучании пластинки».
Во время концертных исполнений в 1972 году, а также студийной работы, рабочим названием было «Scat» или «Scat Section».

## Исполнение на концертах
Композиция «Any Colour You Like» исполнялась в 1970-х годах на концертах Pink Floyd только как часть сюиты The Dark Side of the Moon, в том числе и в 1972 году в виде джема под названием «Scat Section» почти за год до официального издания альбома (к 1975 году до фестиваля в Небуорте, эта сюита была исполнена группой 385 раз). В 1975 году на концертах нередко исполнялись удлинённые версии «Any Colour You Like» — иногда до 15 минут.
Несколько измененная «Any Colour You Like» исполнялась группой Pink Floyd вместе с остальными композициями The Dark Side of the Moon спустя почти 20 лет во время турне 1994 года The Division Bell.
«Any Colour You Like» является одной из двух композицией Pink Floyd с альбома The Dark Side of the Moon наряду со «Speak to Me», которые никогда не исполнялись во время сольных концертов Дэвида Гилмора и Роджера Уотерса. Только лишь во время турне Роджера Уотерса 2006—2008 годов The Dark Side of the Moon Live «Any Colour You Like» была включена в концертную программу как часть сюиты The Dark Side of the Moon.

## Участники записи
- Дэвид Гилмор — гитара, музыка;
- Ричард Райт — клавишные (орган Хаммонда, EMS VCS 3, EMS Synthi AKS[англ.], Минимуг), музыка;
- Роджер Уотерс — бас-гитара;
- Ник Мэйсон — ударные, музыка.